# Шенбрун (Баден)
Шенбрун (њем. Schönbrunn) општина је у њемачкој савезној држави Баден-Виртемберг. Једно је од 54 општинска средишта округа Рајн-Некар. Према процјени из 2010. у општини је живјело 2.967 становника. Посједује регионалну шифру (AGS) 8226081.

## Географски и демографски подаци
Шенбрун се налази у савезној држави Баден-Виртемберг у округу Рајн-Некар. Општина се налази на надморској висини од 398 метара. Површина општине износи 34,5 km². У самом мјесту је, према процјени из 2010. године, живјело 2.967 становника. Просјечна густина становништва износи 86 становника/km².

## Међународна сарадња
| Мјесто | Држава     | Врста сарадње | Од    |
| ------ | ---------- | ------------- | ----- |
|        | Швајцарска | контакт       | 1986. |
| Извор  |            |               |       |